# Camponotus rubidus
Camponotus rubidus är en myrart som beskrevs av Xiao och Wang 1989. Camponotus rubidus ingår i släktet hästmyror, och familjen myror. Inga underarter finns listade.